# Felix Keisinger
Felix Keisinger (* 29. Dezember 1997) ist ein deutscher Skeletonpilot.

## Werdegang

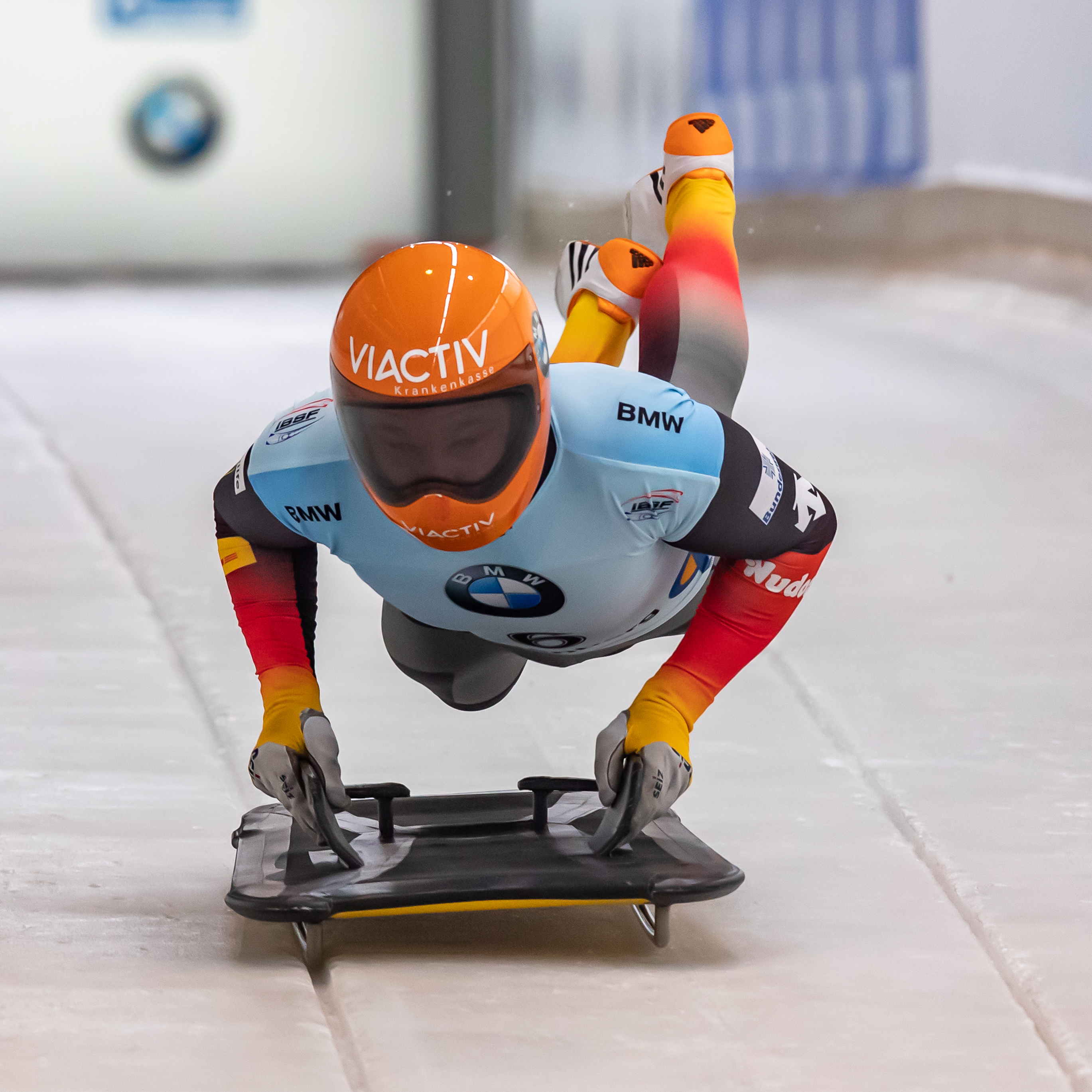
Felix Keisinger bei den Bob- und Skeleton-Weltmeisterschaften 2020 in Altenberg

Keisinger, der für den WSV Königssee startet, gab zur Saison 2014/15 sein Debüt im Skeleton-Europacup. Zuvor war er im Winter 2013/14 im Junior Challenge Cup gestartet. Bei seinem ersten Europacup-Rennen am 28. November 2014 auf seiner Heimbahn am Königssee wurde er 13., am Folgetag fuhr er als Achter ins Ziel. Bei den Deutschen Meisterschaften 2015 im Januar wurde er auf der Bobbahn Winterberg Elfter. Im folgenden Winter 2015/16 gelang Keisinger am Königssee ein zweiter und ein dritter Platz, womit er erstmals aufs Podium fuhr. Wenige Tage später feierte er mit dem dritten Platz in St. Moritz einen weiteren Podestplatz und belegte so am Ende Rang drei in der Gesamtwertung des Europacups. Bei den Deutschen Meisterschaften 2016 in Altenberg wurde er Neunter.
In der Saison 2016/17 belegte er im Europacup bei seinen Starts folgende Platzierungen: 3. Platz in Sigulda, 1. Platz in St. Moritz sowie zwei 2. Plätze in Altenberg. Damit belegte er im Gesamtklassement den 5. Rang. In der gleichen Saison startete Keisinger auch erstmals im Intercontinentalcup und errang dort folgende Podestplätze: zwei 3. Plätze in Innsbruck sowie die Platzierungen 2 und 3 am Königssee.
Im darauffolgenden Saison 2017/18 fuhr er die komplette Saison im Intercontinentalcup und dort erstmals auch die Rennen in Nordamerika. In jedem Rennen fuhr er dabei aufs Podium und errang folgende Platzierungen 2. Platz Whistler, 2. Platz Whistler, 1. Platz Calgary, 1. Platz Calgary, 1. Platz St. Moritz, 1. Platz St. Moritz, 1. Platz Altenberg, 3. Platz Altenberg. Somit stand am Ende der Saison der Gesamtsieg im ICC. Bei den Junioren-Weltmeisterschaften 2018 in St. Moritz sicherte sich Keisinger den 3. Platz.
Der Winter 2018/19 wurde für Keisinger zur Premierensaison im Weltcup, in dem er in der ersten Saisonhälfte startete. Gleich beim ersten Rennen in Sigulda konnte er einen 5. Platz feiern. Im Laufe der weiteren Saison gelangen ihm noch folgende Ergebnisse im WC 8. Platz Winterberg, 11. Platz Lake Placid, 11. Platz Calgary. Den weiteren Teil der Saison fuhr Keisinger im Intercontinentalcup und konnte dort bei seinen vier Starts in Park City und Lake Placid vier Siege erringen. Mit seinem Sieg bei den Junioren-Weltmeisterschaften im Februar 2019 auf der heimischen Bahn am Königsee sicherte sich Felix Keisinger das Startrecht an der WM im kanadischen Whistler und belegte dort den 13. Rang.
Seit der Saison 2019/20 gehört Felix Keisinger dem Deutschen Olympiakader an und startet im Weltcup. Bei den ersten beiden Rennen der Saison gelangen ihm in Lake Placid ein 5. Rang sowie mit Rang 3 die erste Podiumsplatzierung bei einem Weltcup-Rennen seiner Karriere. Nachdem er bei den Rennen in Winterberg, La Plagne und Innsbruck die Plätze 5, 7, 7 erreichen konnte, folgte bei seinem Heim-Weltcup am Königssee mit einem 3. Platz eine weitere Podiumsplatzierung. In St. Moritz erreichte Felix Keisinger mit dem 2. Platz eine weitere Podestplatzierung und damit sein bislang bestes Resultat im BMW IBSF Weltcup. Bei der Junioren-Weltmeisterschaft am 8. Februar 2020 gelang ihm in Winterberg die Titelverteidigung.